# Duveholmsgymnasiet

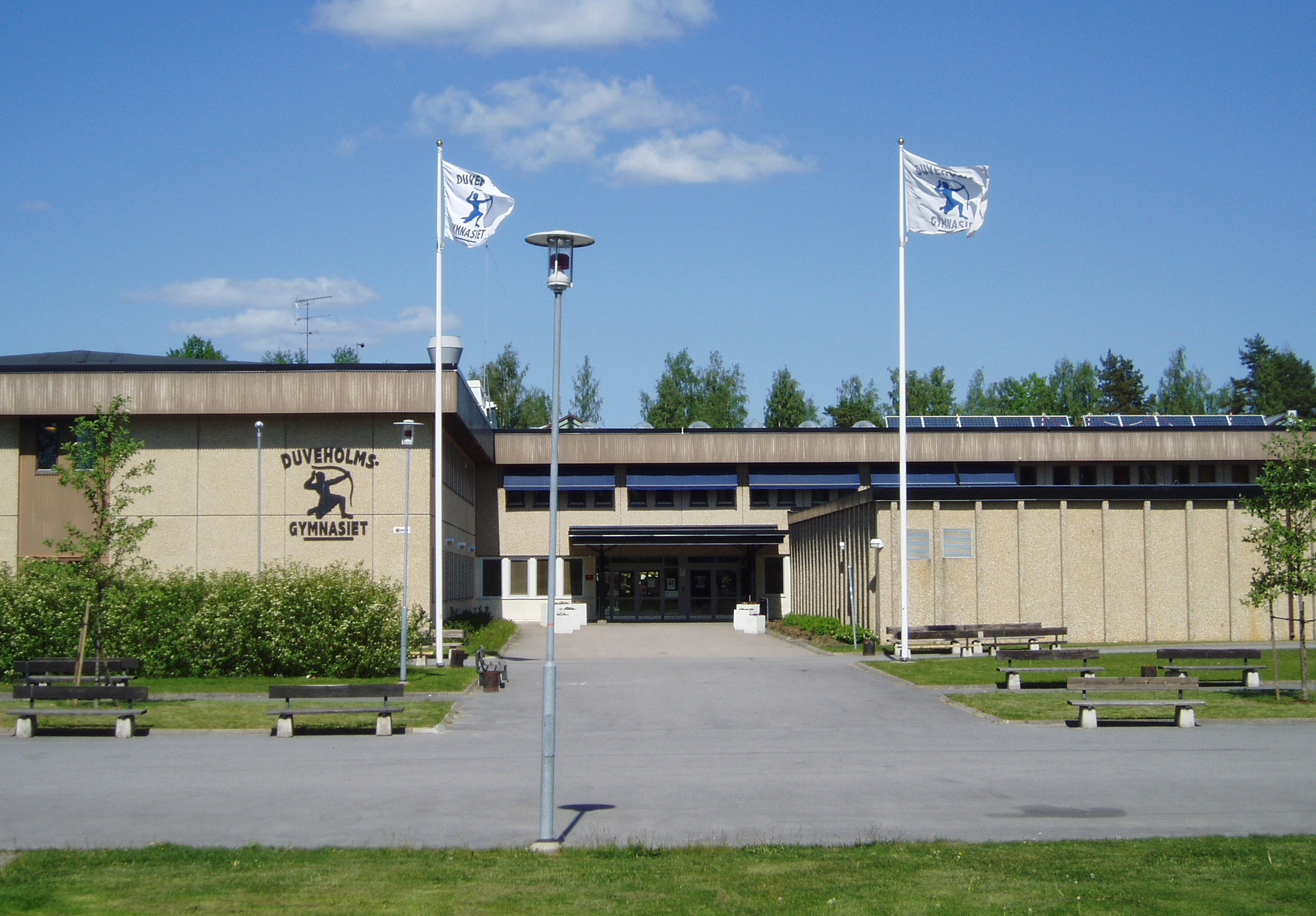
Duveholmsgymnasiet

Duveholmsgymnasiet (tidigare Duveholmsskolan) är en gymnasieskola i Katrineholm. Den är belägen i området Backa mellan Duveholmssjön och Backavallen. I anslutning till gymnasiet finns Duveholmshallen, med gym, simhall, bowlinghall, tennisplaner m.m.
En praktisk linje startade 1973. All gymnasial undervisning flyttades från Katrineholms gymnasialskola till Duveholmsskolan från och med höstterminen 1974. Gymnastikhallen blev dock färdig först vårterminen 1975 och skolan invigdes detta år av den socialdemokratiske kommunalpolitikern och sedermera statsminister Göran Persson. År 1978 tillkom en simhall i anslutning till gymnastikhallen.
År 2004 avslutades en omfattande renovering av skolan och i april 2005 fick skolan sitt nuvarande namn. Sedan 2011 finns Katrineholms Tekniska College (KTC) i samma skolbyggnad. KTC har övertagit ett antal program som Duveholmsgymnasiet tidigare hade. Duveholm är en herrgård i närheten.
År 2016 startades en ny programinriktning på Duveholmsgymnasiet. Animation och visualisering är en inriktning som hör till det estetiska programmet. Det är en utbildning som kombinerar kärnämnen med animation. Utbildningen är riksrekryterande.
På Duveholmsgymnasiet finns även Katrineholms anpassade gymnasieskola, som erbjuder tre inriktningar: "Fastighet, anläggning och byggnation", "Administration och Handel" samt "Estetisk Verksamhet".

## Program och inriktningar
- Samhällsvetenskapsprogrammet
  - Samhällsvetenskap
  - Beteendevetenskap
  - Media
- Estetiska programmet
  - Estetik & media
  - Animation och visualisering
- Introduktionsprogrammen